# Mikroregion Florianópolis

Mikroregion Florianópolis

Mikroregion Florianópolis – mikroregion w brazylijskim stanie Santa Catarina należący do mezoregionu Grande Florianópolis. Ma powierzchnię 2.253,9 km².

## Gminy
- Antônio Carlos
- Biguaçu
- Florianópolis
- Governador Celso Ramos
- Palhoça
- Paulo Lopes
- Santo Amaro da Imperatriz
- São José
- São Pedro de Alcântara